# Sphex haemorrhoidalis
Sphex haemorrhoidalis är en biart som beskrevs av Fabricius 1781. Sphex haemorrhoidalis ingår i släktet Sphex och familjen grävsteklar.

## Underarter
Arten delas in i följande underarter:
- S. h. basuto
- S. h. haemorrhoidalis
- S. h. kobrowi
- S. h. mweruensis
- S. h. umtalicus